# Mommsenstadion
El Mommsenstadion es un estadio polivalente en la localidad de Westend en Berlín, Alemania, y lleva el nombre del historiador Theodor Mommsen. Actualmente se utiliza principalmente para fútbol y alberga los partidos en casa del Tennis Borussia Berlín y SCC Berlín. El estadio tiene una capacidad para 15 005 personas (13 200 de pie), aunque la DFB ha establecido un límite máximo de 11 500 aficionados para los partidos de fútbol.

## Historia

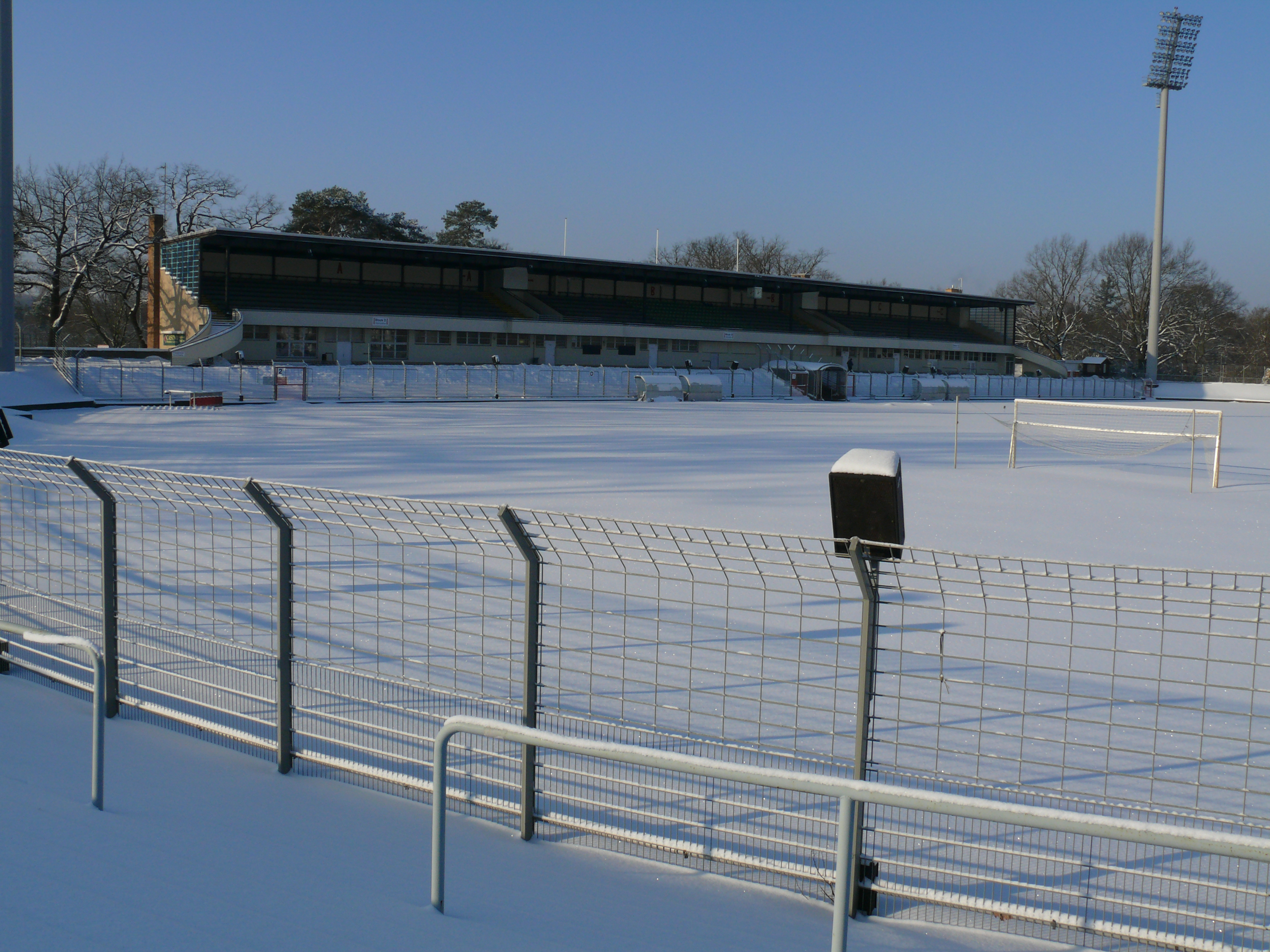
Vista del campo y el stand principal, 2010.

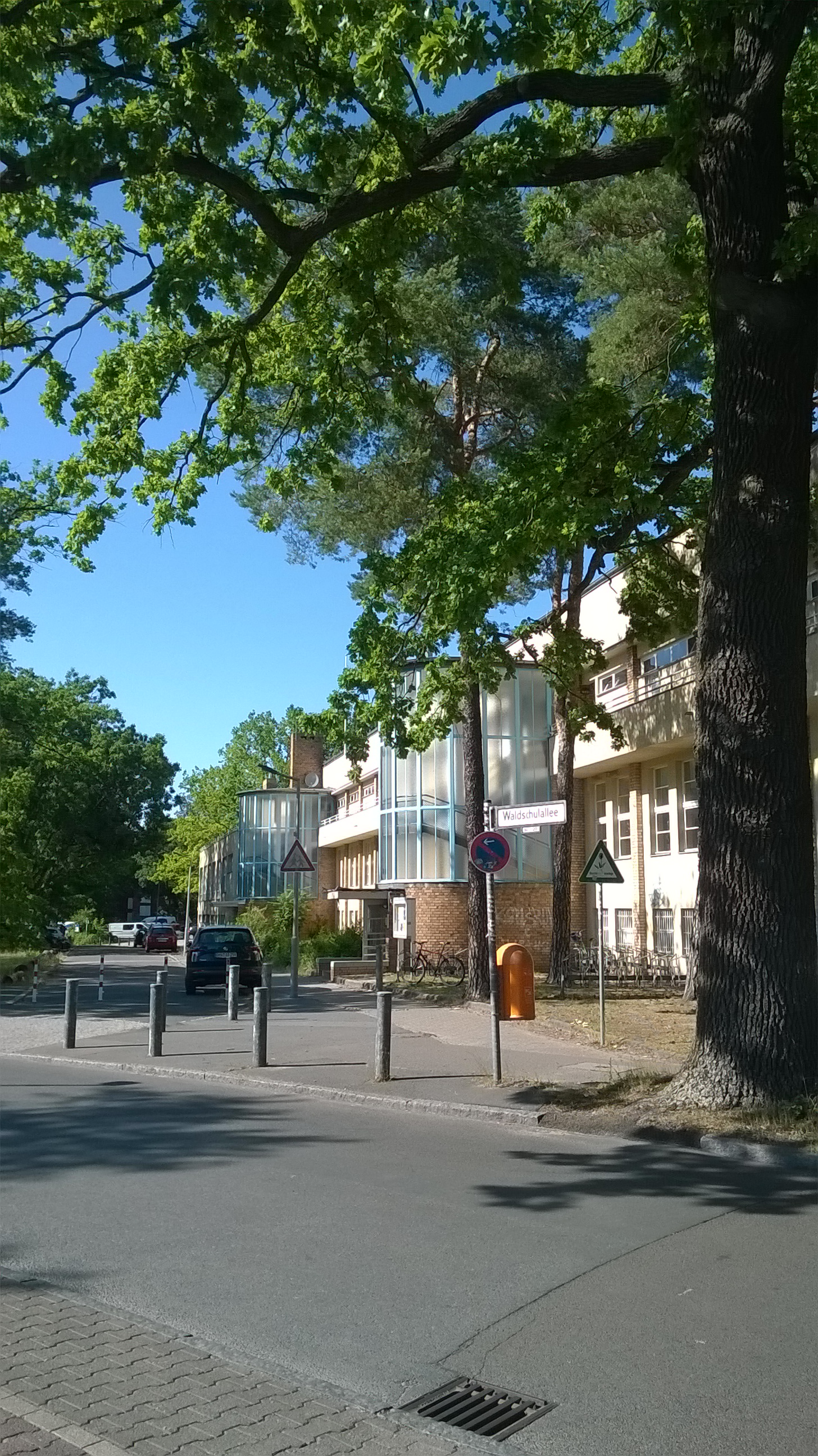
Vista de las dos entradas al edificio funcional de Waldschulallee, 2019.

El estadio se inauguró el 17 de agosto de 1930 y reemplazó el antiguo terreno de SCC Berlín que cayó presa de la ampliación del recinto ferial vecino Messe Berlín. Pronto adoptó su nombre de un gimnasio cercano, Gymnasium (escuela). El Mommsenstadion fue el sitio de algunos partidos de fútbol durante los Juegos Olímpicos de Verano de 1936 y varios eventos avalados por la ISTAF, tales como los encuentros de atletismo de la Liga de Oro de la IAAF. Desde 1945 también ha sido la sede del Tennis Borussia Berlín.
Durante la Copa Mundial de la FIFA 2006, el equipo nacional de fútbol de Alemania utilizó el Mommsenstadion como campo de entrenamiento.

## Partidos en los Juegos Olímpicos de Verano de 1936
| Fecha       | Hora (CET) | Equipo #1   | Res. | Equipo #2 | Ronda            | Asistencia |
| ----------- | ---------- | ----------- | ---- | --------- | ---------------- | ---------- |
| 3 de agosto | 17:30      | Turquía     | 0–4  | Noruega   | Octavos de final | 8000       |
| 5 de agosto | 17:30      | Austria     | 3–1  | Egipto    | Octavos de final | 6000       |
| 6 de agosto | 17:30      | Reino Unido | 2–0  | China     | Octavos de final | 8000       |
| 7 de agosto | 17:30      | Italia      | 8–0  | Japón     | Cuartos de final | 8000       |

## Literatura
- Hertha Luise Busemann: La fundadora de la escuela - Lotte Kaliski. En: Hertha Luise Busemann, Michael Daxner, Werner Fölling: Isla de seguridad. La escuela forestal privada Kaliski Berlin 1932 a 1939. Verlag J. B. Metzler, Stuttgart / Weimar 1992, ISBN 3-476-00845-2.
- Werner Fölling: Entre la identidad alemana y la judía. Un reformatorio judío en Berlín entre 1932 y 1939. Leske + Budrich, Opladen 1995, ISBN 3-8100-1269-6.